# Liste des oiseaux d'Algérie
Cet article recense les oiseaux d'Algérie,,,,,

## Classement alphabétique
H = aire hivernale

P = passager

### A
- Accenteur alpin : (Prunella collaris)
- Accenteur mouchet : (Prunella modularis) H
- Agrobate podobé : (Cercotrichas podobe) sud, rare
- Agrobate roux : (Cercotrichas galactotes)
- Aigle botté : (Hieraaetus pennatus)
- Aigle de Bonelli : (Aquila fasciata)
- Aigle ibérique : (Aquila adalberti)
- Aigle impérial : (Aquila heliaca)
- Aigle pomarin : (Clanga pomarina)
- Aigle ravisseur : (Aquila rapax)
- Aigle royal : (Aquila chrysaetos)
- Aigrette garzette : (Egretta garzetta)
- Alouette bilophe : (Eremophila bilopha)
- Alouette calandre : (Melanocorypha calandra)
- Alouette calandrelle : (Calandrella brachydactyla)
- Alouette de Clot-Bey : (Ramphocoris clotbey)
- Alouette des champs : (Alauda arvensis)
- Alouette lulu : (Lullula arborea)
- Alouette pispolette : (Alaudala rufescens)
- Amarante du Sénégal : (Lagonosticta senegala)
- Ammomane élégante : (Ammomanes cinctura)
- Ammomane isabelline : (Ammomanes deserti)
- Autour des palombes : (Accipiter gentilis) P
- Autruche d'Afrique : (Struthio camelus) sud
- Avocette élégante : (Recurvirostra avosetta) H

### B
- Balbuzard pêcheur : (Pandion haliaetus) H
- Barge à queue noire : (Limosa limosa) H
- Barge rousse : (Limosa lapponica) H
- Bec-croisé des sapins : (Loxia curvirostra)
- Bécasse des bois : (Scolopax rusticola) H
- Bécasseau cocorli : (Calidris ferruginea) H
- Bécasseau de Temminck : (Calidris temminckii) H
- Bécasseau maubèche : (Calidris canutus) H
- Bécasseau minute : (Calidris minuta) H
- Bécasseau sanderling : (Calidris alba) H
- Bécasseau variable : (Calidris alpina) H
- Bécassine des marais : (Gallinago gallinago) H
- Bécassine double : (Gallinago media) H
- Bécassine sourde : (Lymnocryptes minimus) H
- Bergeronnette des ruisseaux : (Motacilla cinerea) H
- Bergeronnette grise : (Motacilla alba) H
- Bergeronnette printanière : (Motacilla flava) H
- Bernache cravant : (Branta bernicla) P
- Bernache nonnette : (Branta leucopsis) P
- Bihoreau gris : (Nycticorax nycticorax)
- Blongios nain : (Ixobrychus minutus)
- Bondrée apivore : (Pernis apivorus)
- Bouscarle de Cetti : (Cettia cetti)
- Bouvreuil pivoine : (Pyrrhula pyrrhula) P
- Bruant cendrillard : (Emberiza caesia) P
- Bruant des neiges : (Plectrophenax nivalis) P
- Bruant des roseaux : (Emberiza schoeniclus) H
- Bruant du Sahara : (Emberiza sahari)
- Bruant fou : (Emberiza cia)
- Bruant jaune : (Emberiza citrinella)
- Bruant lapon : (Calcarius lapponicus) P
- Bruant mélanocéphale : (Emberiza melanocephala) P
- Bruant nain : (Emberiza pusilla)
- Bruant ortolan : (Emberiza hortulana)
- Bruant proyer : (Emberiza calandra)
- Bruant striolé : (Emberiza striolata) P
- Bruant zizi : (Emberiza cirlus)
- Bulbul des jardins : (Pycnonotus barbatus)
- Busard cendré : (Circus pygargus)
- Busard des roseaux : (Circus aeruginosus)
- Busard pâle : (Circus macrourus) H
- Busard Saint-Martin : (Circus cyaneus) H
- Buse féroce : (Buteo rufinus)
- Buse variable : (Buteo buteo) H
- Butor étoilé : (Botaurus stellaris)

### C
- Caille des blés : (Coturnix coturnix)
- Canard chipeau : (Anas strepera) H
- Canard colvert : (Anas platyrhynchos)
- Canard pilet : (Anas acuta) H
- Canard siffleur : (Anas penelope) H
- Canard souchet : (Anas clypeata) H
- Capucin bec-d'argent : (Euodice cantans)
- Capucin bec-de-plomb : (Euodice malabarica)
- Chardonneret élégant : (Carduelis carduelis)
- Chevalier aboyeur : (Tringa nebularia) H
- Chevalier arlequin : (Tringa erythropus) H
- Chevalier cul-blanc : (Tringa ochropus) H
- Chevalier gambette : (Tringa totanus) H
- Chevalier guignette : (Actitis hypoleucos) H
- Chevalier stagnatile : (Tringa stagnatilis) H
- Chevalier sylvain : (Tringa glareola) H
- Chevêche d'Athéna : (Athene noctua)
- Choucas des tours : (Coloeus monedula)
- Chouette du Maghreb : (Strix mauritanica)
- Cigogne blanche : (Ciconia ciconia)
- Cigogne noire : (Ciconia nigra)
- Cincle plongeur : (Cinclus cinclus)
- Circaète Jean-le-Blanc : (Circaetus gallicus)
- Cisticole des joncs : (Cisticola juncidis)
- Cochevis de Thékla : (Galerida theklae)
- Cochevis du Maghreb : (Galerida macrorhyncha)
- Cochevis huppé : (Galerida cristata)
- Coliou huppé : (Urocolius macrourus) Rare
- Combattant varié : (Philomachus pugnax)
- Corbeau brun : (Corvus ruficollis)
- Corbeau freux : (Corvus frugilegus)
- Corbeau pie : (Corvus albus) sud, rare
- Cormoran à poitrine blanche : (Phalacrocorax lucidus)
- Cormoran huppé : (Phalacrocorax aristotelis)
- Cormoran pygmée : (Microcarbo pygmeus)
- Corneille noire : (Corvus corone)
- Coucou geai : (Clamator glandarius)
- Coucou gris : (Cuculus canorus)
- Coucou jacobin : (Clamator jacobinus ) Rare
- Courlis à bec grêle : (Numenius tenuirostris) H
- Courlis cendré : (Numenius arquata) H
- Courlis corlieu : (Numenius phaeopus) P
- Courvite isabelle : (Cursorius cursor)
- Crabier chevelu : (Ardeola ralloides)
- Cratérope fauve : (Turdoides fulva)
- Crave à bec rouge : (Pyrrhocorax pyrrhocorax)
- Cygne chanteur : (Cygnus cygnus) P
- Cygne de Bewick : (Cygnus columbianus) P
- Cygne tuberculé : (Cygnus olor) P

,,

### D
- Dromoïque du désert : (Scotocerca inquieta)

### E
- Échasse blanche : (Himantopus himantopus)
- Effraie des clochers : (Tyto alba)
- Élanion blanc : (Elanus caeruleus)
- Engoulevent à collier roux : (Caprimulgus ruficollis)
- Engoulevent d'Europe : (Caprimulgus europaeus)
- Engoulevent du désert : (Caprimulgus aegyptius)
- Épervier d'Europe : (Accipiter nisus)
- Érismature à tête blanche : (Oxyura leucocephala)
- Érismature rousse : (Oxyura jamaicensis) introduite
- Étourneau roselin : (Pastor roseus) P
- Étourneau sansonnet : (Sturnus vulgaris) H
- Étourneau unicolore : (Sturnus unicolor)

### F
- Faisan de Colchide : (Phasianus colchicus)
- Faucon crécerelle : (Falco tinnunculus)
- Faucon crécerellette : (Falco naumanni)
- Faucon d'Éléonore : (Falco eleonorae)
- Faucon de Barbarie : (Falco pelegrinoides)
- Faucon émerillon : (Falco columbarius)
- Faucon hobereau : (Falco subbuteo)
- Faucon kobez : (Falco vespertinus) P
- Faucon lanier : (Falco biarmicus)
- Faucon pèlerin : (Falco peregrinus)
- Fauvette à lunettes : (Sylvia conspicillata)
- Fauvette à tête noire : (Sylvia atricapilla)
- Fauvette babillarde : (Sylvia curruca)
- Fauvette de l'Atlas : (Sylvia deserticola)
- Fauvette de Moltoni : (Sylvia subalpina)
- Fauvette de Rüppell : (Sylvia ruppeli)
- Fauvette des jardins : (Sylvia borin)
- Fauvette du désert : (Sylvia deserti)
- Fauvette grisette : (Sylvia communis)
- Fauvette mélanocéphale : (Sylvia melanocephala)
- Fauvette orphée : (Sylvia hortensis)
- Fauvette pitchou : (Sylvia undata)
- Fauvette sarde : (Sylvia sarda) H
- Flamant rose : (Phoenicopterus roseus)
- Fou de Bassan : (Morus bassanus)
- Foulque à crête : (Fulica cristata)
- Foulque macroule : (Fulica atra)
- Fuligule à bec cerclé : (Aythya collaris) P
- Fuligule milouin : (Aythya ferina) H
- Fuligule milouinan : (Aythya marila) P
- Fuligule morillon : (Aythya fuligula) H
- Fuligule nyroca : (Aythya nyroca)

### G
- Gallinule poule-d'eau : (Gallinula chloropus)
- Ganga cata : (Pterocles alchata)
- Ganga couronné : (Pterocles coronatus)
- Ganga de Lichtenstein : (Pterocles lichtensteinii)
- Ganga tacheté : (Pterocles senegallus)
- Ganga unibande : (Pterocles orientalis)
- Garrot à œil d'or : (Bucephala clangula) P
- Geai des chênes : (Garrulus glandarius)
- Glaréole à collier : (Glareola pratincola)
- Gobemouche à collier : (Ficedula albicollis)
- Gobemouche de l'Atlas : (Ficedula speculigera)
- Gobemouche gris : (Muscicapa striata)
- Gobemouche nain : (Ficedula parva)
- Gobemouche noir : (Ficedula hypoleuca)
- Goéland brun : (Larus fuscus) H
- Goéland cendré : (Larus canus) P
- Goéland d'Audouin : (Ichthyaetus audouinii)
- Goéland marin : (Larus marinus) P
- Goéland pontique : (Larus cachinnans)
- Goéland railleur : (Chroicocephalus genei)
- Gorgebleue à miroir : (Luscinia svecica)
- Grand-duc ascalaphe : (Bubo ascalaphus)
- Grand Corbeau : (Corvus corax)
- Grand Cormoran : (Phalacrocorax carbo) H
- Grand Gravelot : (Charadrius hiaticula) H
- Grand Labbe : (Stercorarius skua)
- Grande Aigrette : (Ardea alba)
- Gravelot à collier interrompu : (Charadrius alexandrinus)
- Grèbe à cou noir : (Podiceps nigricollis) H
- Grèbe castagneux : (Tachybaptus ruficollis)
- Grèbe esclavon : (Podiceps auritus)
- Grèbe huppé : (Podiceps cristatus)
- Grèbe jougris : (Podiceps grisegena) P
- Grimpereau des jardins : (Certhia brachydactyla)
- Grive draine : (Turdus viscivorus)
- Grive litorne : (Turdus pilaris) H
- Grive mauvis : (Turdus iliacus) H
- Grive musicienne : (Turdus philomelos) H
- Grosbec casse-noyaux : (Coccothraustes coccothraustes)
- Grue cendrée : (Grus grus)
- Grue demoiselle : (Grus virgo)
- Guêpier d'Europe : (Merops apiaster)
- Guêpier de Perse : (Merops persicus)
- Guifette leucoptère : (Chlidonias leucopterus) H
- Guifette moustac : (Chlidonias hybrida)
- Guifette noire : (Chlidonias niger)
- Guillemot de Troïl : (Uria aalge) P
- Gypaète barbu : (Gypaetus barbatus)

### H
- Harle bièvre : (Mergus merganser) P
- Harle huppé : (Mergus serrator) P
- Harle piette : (Mergellus albellus) P
- Héron cendré : (Ardea cinerea)
- Héron garde-bœufs : (Bubulcus ibis)
- Héron mélanocéphale : (Ardea melanocephala) sud, rare
- Héron pourpré : (Ardea purpurea)
- Hibou des marais : (Asio flammeus) H
- Hibou du Cap : (Asio capensis)
- Hibou moyen-duc : (Asio otus)
- Hirondelle de fenêtre : (Delichon urbicum)
- Hirondelle de rivage : (Riparia riparia)
- Hirondelle de rochers : (Ptyonoprogne rupestris)
- Hirondelle du désert : (Ptyonoprogne obsoleta)
- Hirondelle rousseline : (Cecropis rufula)
- Hirondelle rustique : (Hirundo rustica)
- Huîtrier pie : (Haematopus ostralegus) H
- Huppe fasciée : (Upupa epops)
- Hypolaïs des oliviers : (Hippolais olivetorum) P
- Hypolaïs ictérine : (Hippolais icterina) P
- Hypolaïs obscure : (Iduna opaca)
- Hypolaïs pâle : (Iduna pallida)
- Hypolaïs polyglotte : (Hippolais polyglotta)

### I
- Ibis chauve : (Geronticus eremita)
- Ibis falcinelle : (Plegadis falcinellus)

### J
- Jaseur boréal : (Bombycilla garrulus) P

### L
- Labbe parasite : (Stercorarius parasiticus) H
- Labbe pomarin : (Stercorarius pomarinus) H
- Linotte mélodieuse : (Linaria cannabina)
- Locustelle fluviatile : (Locustella fluviatilis)
- Locustelle luscinioïde : (Locustella luscinioides)
- Locustelle tachetée : (Locustella naevia)
- Loriot d'Europe : (Oriolus oriolus)
- Lusciniole à moustaches : (Acrocephalus melanopogon)

### M
- Macareux moine : (Fratercula arctica) P
- Macreuse brune : (Melanitta fusca) P
- Macreuse noire : (Melanitta nigra) P
- Marouette de Baillon : (Porzana pusilla)
- Marouette ponctuée : (Porzana porzana)
- Marouette poussin : (Porzana parva) P
- Marouette rayée : (Aenigmatolimnas marginalis) P
- Martin-pêcheur d'Europe : (Alcedo atthis)
- Martinet à ventre blanc : (Tachymarptis melba)
- Martinet des maisons : (Apus affinis)
- Martinet noir : (Apus apus)
- Martinet pâle : (Apus pallidus)
- Merle à plastron : (Turdus torquatus) H
- Merle noir : (Turdus merula)
- Mésange bleue : (Cyanistes caeruleus) rare
- Mésange noire : (Periparus ater)
- Mésange nord-africaine : (Cyanistes teneriffae)
- Milan noir : (Milvus migrans)
- Moineau blanc : (Passer simplex)
- Moineau domestique : (Passer domesticus)
- Moineau doré : (Passer luteus) sud
- Moineau espagnol : (Passer hispaniolensis)
- Moineau friquet : (Passer montanus)
- Moineau soulcie : (Petronia petronia)
- Moinelette à front blanc : (Eremopterix nigriceps)
- Monticole bleu : (Monticola solitarius)
- Monticole de roche : (Monticola saxatilis)
- Mouette à tête grise : (Chroicocephalus cirrocephalus)
- Mouette mélanocéphale : (Ichthyaetus melanocephalus) H
- Mouette pygmée : (Hydrocoloeus minutus)
- Mouette rieuse : (Chroicocephalus ridibundus)
- Mouette tridactyle : (Rissa tridactyla)

### N
- Nette rousse : (Netta rufina) H

### O
- Océanite culblanc : (Oceanodroma leucorhoa) P
- Océanite de Wilson : (Oceanites oceanicus) P
- Océanite tempête : (Hydrobates pelagicus)
- Œdicnème criard : (Burhinus oedicnemus)
- Oie cendrée : (Anser anser)
- Oie des moissons : (Anser fabalis) P
- Ouette d'Égypte : (Alopochen aegyptiaca) P
- Outarde arabe : (Ardeotis arabs)
- Outarde barbue : (Otis tarda) P
- Outarde canepetière : (Tetrax tetrax)
- Outarde houbara : (Chlamydotis undulata)

### P
- Panure à moustaches : (Panurus biarmicus)
- Pélican blanc : (Pelecanus onocrotalus) P
- Pélican frisé : (Pelecanus crispus) P
- Perdrix gambra : (Alectoris barbara)
- Perdrix rouge : (Alectoris rufa)
- Petit-duc scops : (Otus scops)
- Petit Gravelot : (Charadrius dubius)
- Phalarope à bec étroit : (Phalaropus lobatus)
- Phragmite aquatique : (Acrocephalus paludicola) P
- Phragmite des joncs : (Acrocephalus schoenobaenus)
- Pic de Levaillant : (Picus vaillantii)
- Pic épeiche : (Dendrocopos major)
- Pic épeichette : (Dendrocopos minor)
- Pie-grièche à tête rousse : (Lanius senator)
- Pie-grièche écorcheur : (Lanius collurio)
- Pie-grièche masquée : (Lanius nubicus)
- Pie-grièche méridionale : (Lanius meridionalis)
- Pie bavarde : (Pica pica)
- Pigeon biset : (Columba livia)
- Pigeon colombin : (Columba oenas)
- Pigeon ramier : (Columba palumbus)
- Pingouin torda : (Alca torda) P
- Pinson des arbres : (Fringilla coelebs)
- Pinson du Nord : (Fringilla montifringilla) H
- Pipit à gorge rousse : (Anthus cervinus)
- Pipit des arbres : (Anthus trivialis)
- Pipit farlouse : (Anthus pratensis) H
- Pipit maritime : (Anthus petrosus)
- Pipit rousseline : (Anthus campestris)
- Pipit spioncelle : (Anthus spinoletta)
- Plongeon arctique : (Gavia arctica)
- Plongeon catmarin : (Gavia stellata)
- Plongeon imbrin : (Gavia immer)
- Pluvier argenté : (Pluvialis squatarola)
- Pluvier doré : (Pluvialis apricaria)
- Pluvier fauve : (Pluvialis fulva)
- Pluvier guignard : (Charadrius morinellus)
- Pouillot à grands sourcils : (Phylloscopus inornatus) P
- Pouillot de Bonelli : (Phylloscopus bonelli)
- Pouillot fitis : (Phylloscopus trochilus)
- Pouillot ibérique : (Phylloscopus ibericus)
- Pouillot siffleur : (Phylloscopus sibilatrix)
- Pouillot véloce : (Phylloscopus collybita)
- Puffin cendré : (Calonectris diomedea)
- Puffin des Baléares : (Puffinus mauretanicus)
- Puffin fuligineux : (Puffinus griseus)
- Puffin majeur : (Puffinus gravis) P
- Pygargue à queue blanche : (Haliaeetus albicilla)

### R
- Râle d'eau : (Rallus aquaticus)
- Râle des genêts : (Crex crex)
- Roitelet huppé : (Regulus regulus)
- Roitelet triple-bandeau : (Regulus ignicapilla)
- Rollier d'Europe : (Coracias garrulus)
- Roselin de l'Atlas : (Rhodopechys alienus)
- Roselin githagine : (Bucanetes githagineus)
- Rossignol philomèle : (Luscinia megarhynchos)
- Rougegorge familier : (Erithacus rubecula)
- Rougequeue à front blanc : (Phoenicurus phoenicurus)
- Rougequeue de Moussier : (Phoenicurus moussieri)
- Rougequeue noir : (Phoenicurus ochruros)
- Rousserolle effarvatte : (Acrocephalus scirpaceus)
- Rousserolle turdoïde : (Acrocephalus arundinaceus)
- Rousserolle verderolle : (Acrocephalus palustris)

### S
- Sarcelle à ailes bleues : (Anas discors) P
- Sarcelle d'été : (Anas querquedula)
- Sarcelle d'hiver : (Anas crecca) H
- Sarcelle marbrée : (Marmaronetta angustirostris)
- Serin cini : (Serinus serinus)
- Sirli de Dupont : (Chersophilus duponti)
- Sirli du désert : (Alaemon alaudipes)
- Sittelle kabyle : (Sitta ledanti)
- Spatule blanche : (Platalea leucorodia)
- Sterne arctique : (Sterna paradisaea) P
- Sterne caspienne : (Hydroprogne caspia) H
- Sterne caugek : (Thalasseus sandvicensis) H
- Sterne de Dougall : (Sterna dougallii) P
- Sterne hansel : (Gelochelidon nilotica)
- Sterne naine : (Sternula albifrons)
- Sterne pierregarin : (Sterna hirundo)
- Sterne voyageuse : (Thalasseus bengalensis) H

### T
- Tadorne casarca : (Tadorna ferruginea)
- Tadorne de Belon : (Tadorna tadorna) H
- Talève d'Allen : (Porphyrio alleni)
- Talève sultane : (Porphyrio porphyrio)
- Tantale ibis : (Mycteria ibis)
- Tarier des prés : (Saxicola rubetra)
- Tarier pâtre : (Saxicola rubicola)
- Tarin des aulnes : (Spinus spinus)
- Tchagra à tête noire : (Tchagra senegalus)
- Tichodrome échelette : (Tichodroma muraria)
- Torcol fourmilier : (Jynx torquilla)
- Tournepierre à collier : (Arenaria interpres) H
- Tourterelle des bois : (Streptopelia turtur)
- Tourterelle maillée : (Spilopelia senegalensis)
- Tourterelle masquée : (Oena capensis)
- Tourterelle turque : (Streptopelia decaocto)
- Traquet à tête blanche : (Oenanthe leucopyga)
- Traquet à tête grise : (Oenanthe moesta)
- Traquet deuil : (Oenanthe lugens)
- Traquet du désert : (Oenanthe deserti)
- Traquet isabelle : (Oenanthe isabellina)
- Traquet motteux : (Oenanthe oenanthe)
- Traquet oreillard : (Oenanthe hispanica)
- Traquet rieur : (Oenanthe leucura)
- Troglodyte mignon : (Troglodytes troglodytes)
- Turnix d'Andalousie : (Turnix sylvaticus)

### V
- Vanneau à queue blanche : (Vanellus leucurus) P
- Vanneau huppé : (Vanellus vanellus) P
- Vautour de Rüppell  : (Gyps rueppelli), Rare
- Vautour fauve : (Gyps fulvus)
- Vautour oricou : (Torgos tracheliotos)
- Vautour percnoptère : (Neophron percnopterus)
- Verdier d'Europe : (Chloris chloris)